# Mārtiņš Bondars
Mārtiņš Bondars (ur. 31 grudnia 1971) – łotewski finansista i polityk, w latach 1999–2006 szef Kancelarii Prezydenta Republiki Łotewskiej, poseł na Sejm Republiki Łotewskiej, były przewodniczący Łotewskiego Zjednoczenia Regionów.

## Życiorys
W latach 1991–1993 studiował matematykę teoretyczną na Uniwersytecie Łotwy w Rydze, a od 1994 do 1996 biznes międzynarodowy w Lakeland College. W 2011 uzyskał magisterium z administracji publicznej na Uniwersytecie Harvarda. Uprawiał zawodowo koszykówkę, grał m.in. w drużynie BK Brocēni.
W czasie pobytu w Stanach Zjednoczonych był asystentem na swojej uczelni, pracował też w Thomas Industries. Od 1997 do 1999 pełnił funkcję sekretarza generalnego Łotewskiego Związku Koszykówki. W międzyczasie pracował w sektorze bankowym i inwestycyjnym. W latach 1998–1999 kierował biurem premiera Łotwy. Następnie od 1999 pełnił funkcję szefa Kancelarii Prezydenta Republiki Łotewskiej, gdy urząd ten sprawowała Vaira Vīķe-Freiberga. W międzyczasie od 2000 do 2001 należał do partii TB/LNNK. W latach 2006–2009 zajmował stanowisko prezesa banku oszczędnościowego Latvijas Krājbanka, po czym do 2010 pozostał członkiem jego rady. Został później m.in. prezesem organizacji ekonomistów Ekonomistu Apvienība 2010.
W marcu 2014 objął funkcję przewodniczącego nowo powołanego ugrupowania pod nazwą Łotewskie Zjednoczenie Regionów; ugrupowaniem tym kierował do 2017. Również w 2014 bez powodzenia kandydował z jego ramienia do Europarlamentu, a następnie został wybrany do Sejmu XII kadencji. W 2015 był kandydatem swojej formacji na urząd prezydenta Łotwy. W 2017 uzyskał mandat radnego miejskiego w Rydze. W tym samym roku wystąpił z Łotewskiego Zjednoczenia Regionów, zaś w marcu 2018 związał się z partią Dla Rozwoju Łotwy. Z ramienia współtworzonej przez tę partię koalicji w tym samym roku z powodzeniem ubiegał się o poselską reelekcję.

## Odznaczenie
- Wielki Oficer Orderu Infanta Henryka (Portugalia, 2003)[12]
- Krzyż Komandorski z Gwiazdą Orderu Zasługi Rzeczypospolitej Polskiej (Polska, 2005)[13]